# بيير هامبرت
بيير هامبرت (بالفرنسية: Pierre Humbert)‏ هو مهندس معماري فرنسي، ولد في 13 أبريل 1848 في Uckange ‏ في فرنسا، وتوفي في 18 أكتوبر 1919 في الدائرة السابعة في باريس في فرنسا.